# Psilophrys brachycornis
Psilophrys brachycornis is een vliesvleugelig insect uit de familie Encyrtidae. De wetenschappelijke naam is voor het eerst geldig gepubliceerd in 1992 door Shi, Wang & Si.